# Lycenchelys melanostomias
Lycenchelys melanostomias är en fiskart som beskrevs av Toyoshima, 1983. Lycenchelys melanostomias ingår i släktet Lycenchelys och familjen tånglakefiskar. Inga underarter finns listade i Catalogue of Life.